# Henri Demay
Henri Demay (Puigbalador, 26 de juny del 1948 - ?, 20 d'agost del 2009) va ser un polític nord-català, batlle d'Illa i Conseller General pel partit socialista.

## Biografia
Estudià al Lycée Aragó de Perpinyà. Professionalment era funcionari, Controlador del Tresor Públic per oposició, carrera que interrompé per dedicar-se a la política. Membre del partit socialista, encapçalà l'ajuntament d'Illa des del 2001 fins al seu traspàs el 2009; i en el mateix període també fou Conseller General pel cantó de Vinçà. Va ser vicepresident de la Communauté de communes Roussillon Conflent.
Al Consell General presidí la comissió "Montagne et aménagement du territoire", i en aquesta posició inicià l'"Schéma départemental des Espaces Naturels des Pyrénées-Orientales". La seva posició i la dels seus companys del partit en defensa del territori el portà a combatre la línia d'Alta Tensió Bescanó-Baixàs.
Va ser nomenat cavaller de l'Orde Nacional del Mèrit. Vinçà batejà una sala d'actes amb el seu nom.